# 贡纳尔·默达尔
卡爾·贡纳尔·默达尔（瑞典語：Karl Gunnar Myrdal，1898年12月6日—1987年5月17日），瑞典经济学家、社会学家、政治人物，诺贝尔奖得主，1974年与弗里德里希·哈耶克一同获得诺贝尔经济学奖，諾貝爾獎委員會稱此獎是要「表揚他們在货币政策和商業週期上的開創性研究，以及他們對於經濟、社會和制度互動影響的敏銳分析。」
他最著名的研究是在美国进行的种族问题研究，并出版经典著作《美国的困境：黑人问题与现代民主》，对1954年布朗诉托皮卡教育局案有很大影响。
他的妻子是1982年諾貝爾和平獎得主阿尔瓦·默达尔。

## 生平
1929－1930年作为一位洛克菲勒基金资助的学者，第一次访问美国。在此期间，他出版了他的第一批书，包括《经济理论发展中的政治因素》。
1931年，回到欧洲后，他首先在瑞士日内瓦国际关系及发展高等学院任副教授一年。1933年，他作为格斯他夫·卡塞尔的继承人，被任命为斯德哥尔摩大学拉斯·希阿他政治经济学和财政学教授。1933－1938年兼任瑞典政府经济顾问和瑞典银行理事。1934年作为社会民主党成员被选入参议院。
1938年，纽约的卡尼基公司委任他指导美国黑人问题的研究。他收集和论述的材料，于1944年作《美国的困境：黑人问题与现代民主》一书出版。
1934年和1942年两度当选为议员。1942年回到瑞典后，他被重新选入瑞典参议院，担任瑞典银行董事会成员，并且是战后计划委员会主席。1945－1947年任瑞典商业部部长。1947－1957年任联合国经济委员会秘书长。1957年，为二十世纪基金会去指导对南亚国家经济趋势和政策的综合研究，产生《亚洲戏剧：关于各国的贫困的研究》和《世界贫困的挑战：世界反贫困规划大纲》
1961年，回斯德哥尔摩大学任经济学教授，筹建国际经济研究所，任理事。1962年，任斯德哥尔摩国际和平研究所理事会主席。1973－1974年，他是加州圣地-巴巴拉的民主制度研究中心的客座研究员，1974－1987年为纽约市大学荣誉客座教授。

## 诺贝尔奖
默达尔与哈耶克一同获得诺贝尔经济学奖，但两人的政治立场相差很大。哈耶克認為诺奖委員會之所以把他與默达尔並列，純粹是為了要同時兼納政治光譜兩邊的人，以此來顯現中立性。

## 外部連結
- 贡纳尔·默达尔详细资料（摆渡人分想乐园）[永久]